# Lövsångare (familj)
Denna artikel avhandlar familjen lövsångare, för arten, se lövsångare.
Lövsångare (Phylloscopidae) är en familj med små insektsätande fåglar som tidigare placerades i den idag uppdelade familjen sångare (Sylviidae). Familjens utbredning sträcker sig genom Eurasien till Wallacea och Afrika, medan en av familjens arter, nordsångaren (Phylloscopus borealis), har en utbredning som även sträcker sig in i Alaska. Merparten lever i skog- och buskmarker och fångar sin föda i flykten.

## Kännetecken
Arterna är generellt små, ofta grönfärgade på ovansidan och gula undertill eller mer dämpade med grågrön till grönbrun fjäderdräkt. Oftast skiljer sig inte häcknings- och sommardräkt åt. Stjärten är inte speciellt lång och består av tolv fjädrar till skillnad från de morfologisk liknande arterna i släktet Abroscopus som har 10 stjärtfjädrar.

## Systematik
Lövsångarna behandlades tidigare som en del av den stora familjen sångare (Sylviidae). Genetiska studier har dock visat att sångarna inte är varandras närmaste släktingar. Istället är de en del av en klad som även omfattar timalior, lärkor, bulbyler, stjärtmesar och svalor. Idag delas därför Sylviidae upp i ett antal familjer, däribland Phylloscopidae. Lövsångarnas närmaste släktingar är familjerna cettior (Cettiidae), stjärtmesar (Aegithalidae) samt den nyligen urskilda afrikanska familjen hylior (Hyliidae). 
Tidigare ansågs lövsångarna bestå av det stora släktet Phylloscopus samt bambusångarna i Seicercus och Abroscopus. De senare har visat sig istället vara cettior. DNA-studier har vidare påvisat att Phylloscopus och Seicercus båda är polyfyletiska. Olika taxonomiska auktoriteter hanterar dessa resultat på olika vis. De flesta expanderar numera Phylloscopus till att även omfatta arterna i Seicercus (och därmed alla arter i familjen), medan exempelvis Howard & Moore för över arter från Phylloscopus till släktena Abrornis, Rhadina och Seicercus. 

## Arter i familjen
Listan nedan följer IOC som endast urskiljer ett släkte i familjen, Phylloscopus. Arterna grupperas efter föreslagna undersläkten för att belysa deras inbördes släktskap som de genetiska studierna avslöjat.
- Undersläkte Rhadina – urskiljs ibland som eget släkte
  - Grönsångare (P. sibilatrix)
  - Bergsångare (P. bonelli)
  - Balkansångare (P. orientalis)

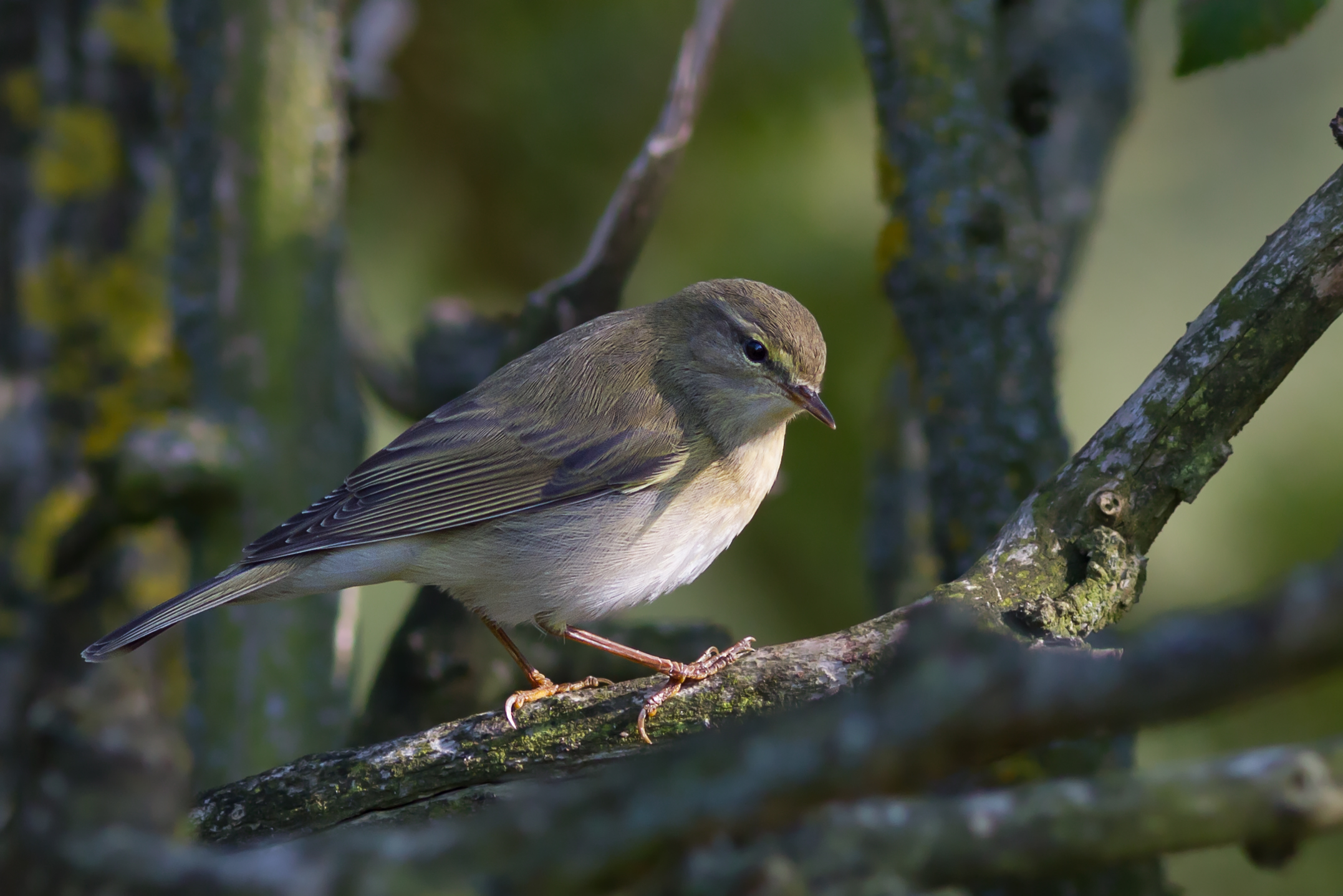
Bergsångare (P. bonelli)

- Undersläkte Abrornis – urskiljs ibland som eget släkte
  - Rhododendronsångare (P. pulcher)
  - Gråbröstad sångare (P. maculipennis)
  - Bergtajgasångare (P. humei)
  - Tajgasångare (P. inornatus)
  - Afghansångare (P. subviridis)
  - Kinesisk sångare (P. yunnanensis)
  - Himalayasångare (P. chloronotus)
  - Sichuansångare (P. forresti)
  - Gansusångare (P. kansuensis)
  - Kungsfågelsångare (P. proregulus)

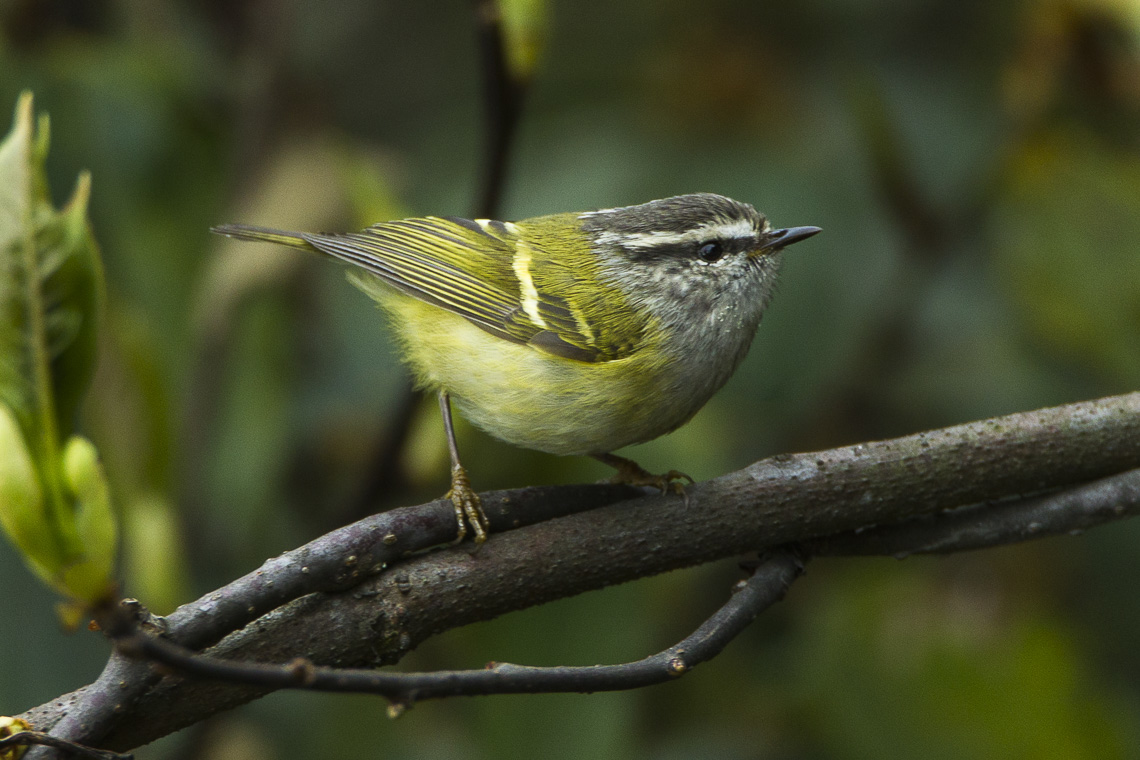
Gråbröstad sångare (P. maculipennis)

- Undersläkte Phylloscopus – i begränsad mening
  - Kashmirsångare (P. tytleri)
  - Gulstreckad sångare (P. armandii)
  - Videsångare (P. schwarzi)
  - Stensångare (P. griseolus)
  - Alpsångare (P. affinis)
  - Sotsångare (P. fuligiventer)
  - Brunsångare (P. fuscatus)
  - Dvärgsångare (P. neglectus)
  - Lidsångare (P. subaffinis)
  - Lövsångare (P. trochilus)
  - Berggransångare (P. sindianus)
    - P. [s.] lorenzii – ibland behandlad som egen art

  - Kanariegransångare (P. canariensis)
  - Gransångare (P. collybita)
    - Sibirisk gransångare (P. [c.] tristis) – ibland behandlad som egen art

  - Iberisk gransångare (P. ibericus)

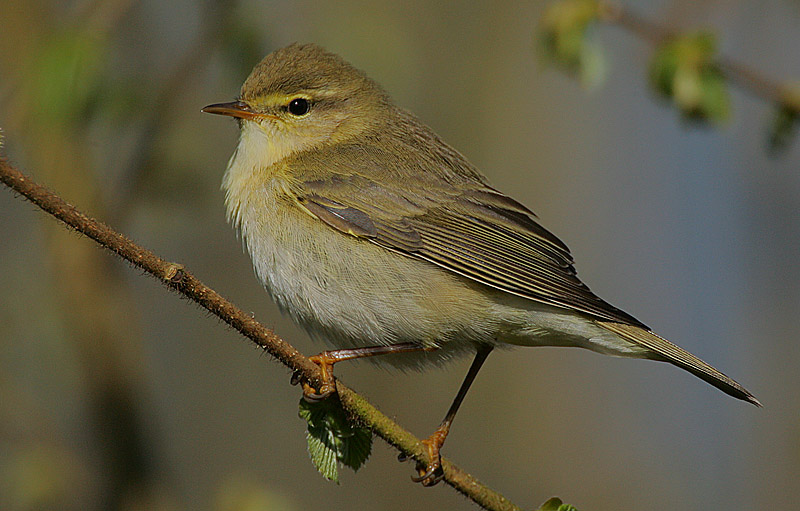
Lövsångare (P. trochilus) som gett familjen sitt namn.

- Undersläkte N.N. – detta och följande släkten står alla närmare Seicercus än Phylloscopus i begränsad mening
  - Östlig kronsångare (P. coronatus)
  - Izusångare (P. ijimae)
  - Mindanaosångare (P. olivaceus)
  - Luzonsångare (P. cebuensis)
- Undersläkte Pindalus
  - Rostkronad sångare (P. ruficapilla)
  - Grönvingad sångare (P. umbrovirens)
  - Albertinesångare (P. laetus)
  - Katangasångare (P. laurae)
  - Svartkronad sångare (P. herberti)
  - Ugandasångare (P. budongoensis)

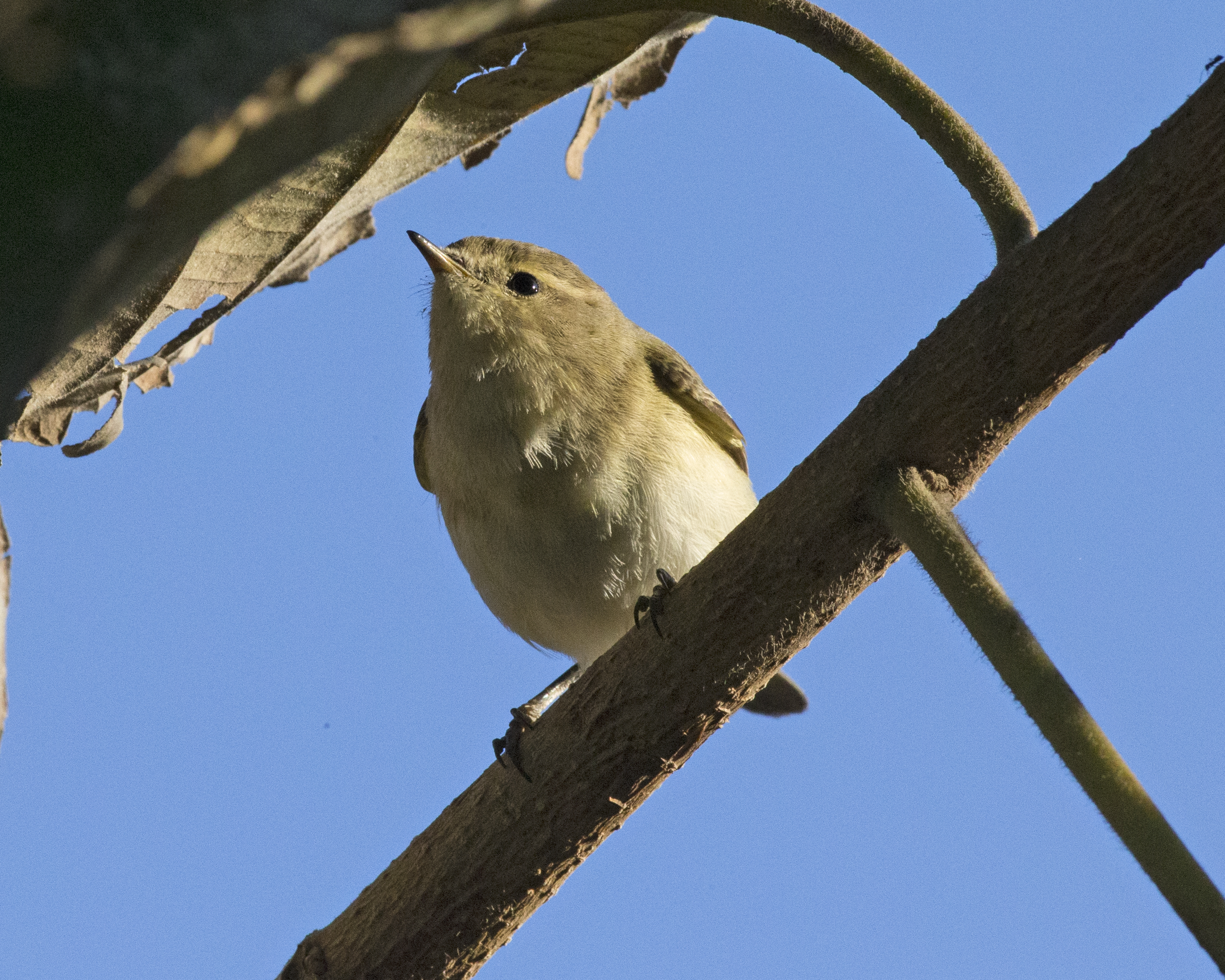
Grönvingad sångare (P. umbrovirens)

- Undersläkte Seicercus – urskildes tidigare (och i expanderad form i viss mån fortfarande) som eget släkte
  - Glasögonbambusångare (P. intermedius, syn. Seicercus affinis)
  - Gråkindad bambusångare (P. poliogenys)
  - Grönkronad bambusångare (P. burkii)
  - Gråkronad bambusångare (P. tephrocephalus)
  - Himalayabambusångare (P. whistleri)
  - Bergbambusångare (P. valentini)
  - Systerbambusångare (P. soror)
  - Emeibambusångare (P. omeiensis)

- Undersläkte Acanthopneuste

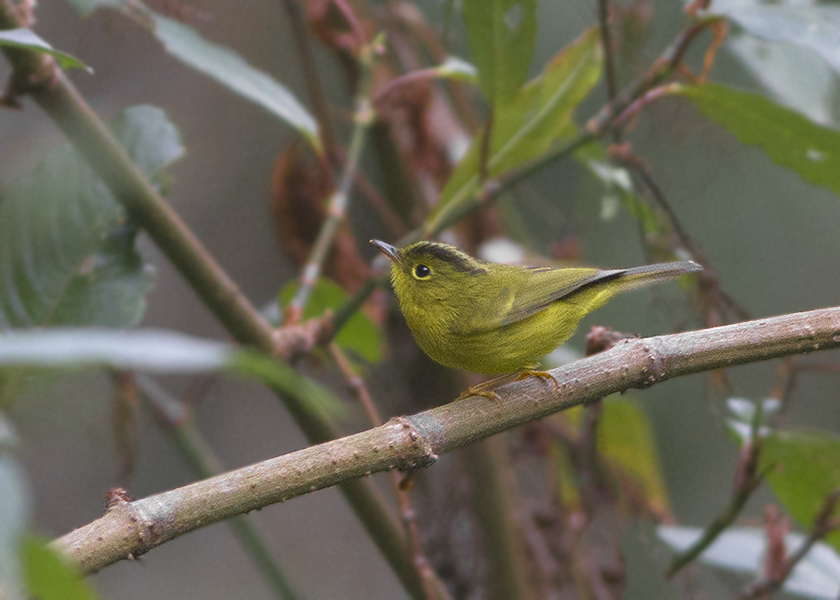
Grönkronad bambusångare (P. burkii)

  - Kaukasisk lundsångare (P. nitidus)
  - Sibirisk lundsångare (P. plumbeitarsus)
  - Lundsångare (P. trochiloides)
  - Emeikronsångare (P. emeiensis)
  - Bäcksångare (P. magnirostris)
  - Sachalinsångare (P. borealoides)
  - Drillsångare (P. tenellipes)
  - Japansk sångare (P. xanthodryas)
  - Kamtjatkasångare (P. examinandus)
  - Nordsångare (P. borealis)

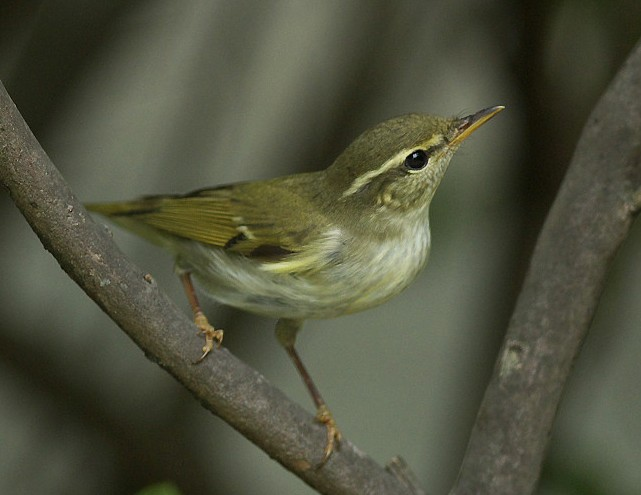
Nordsångare (P. borealis)

- Undersläkte Pycnosphrys, tidigare i Seicercus
  - Kastanjekronad sångare (P. castaniceps)
  - Sundasångare (P. grammiceps)
    - "Sumatrasångare" (P. [g.] sumatrensis) – urskiljs som egen art av BirdLife International

  - Gulbröstad sångare (P. montis)

- Undersläkte Cryptigata
  - Karstsångare (P. calciatilis)

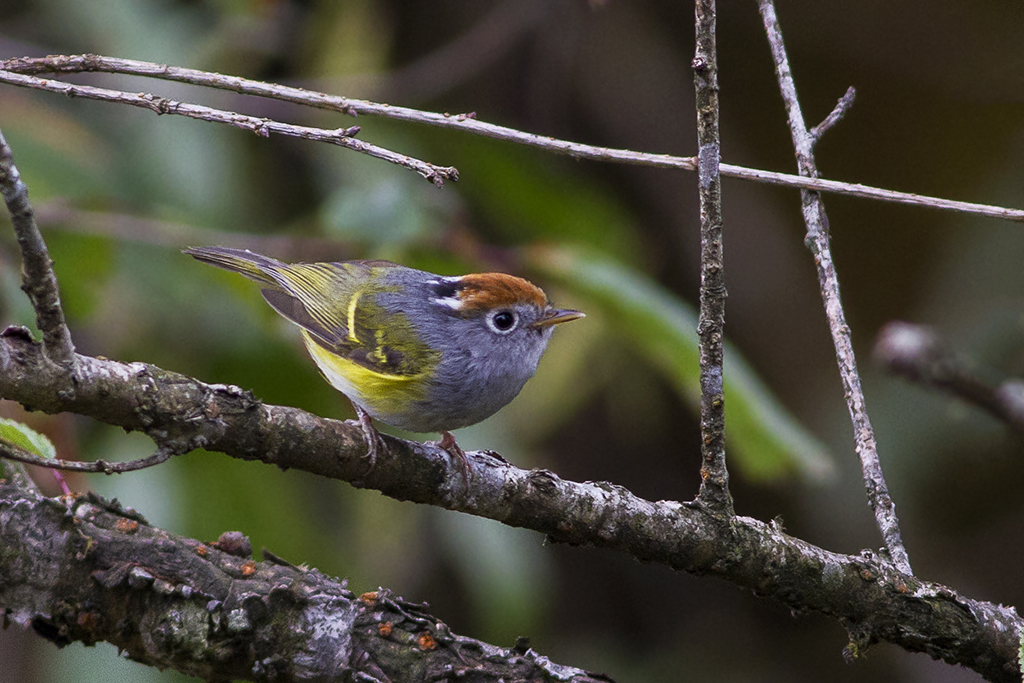
Kastanjekronad sångare (P. castaniceps)

  - Svartbrynad sångare (P. ricketti)
  - Gulgumpad sångare (P. cantator)
  - Västlig kronsångare (P. occipitalis)
  - Mindre kronsångare (P. reguloides)
  - Huanghesångare (P. claudiae)
  - Wuyisångare (P. goodsoni)
  - Hmongsångare (P. ogilviegranti)
  - Hainansångare (P. hainanus)
  - Vitstjärtad kronsångare (P. intensior)
  - Gråhuvad sångare (P. xanthoschistos) – placerades tidigare i Seicercus
  - Indonesisk sångare (P. trivirgatus)
  - Filippinsångare (P. nigrorum) – inkluderas i trivirgatus av BirdLife International
  - Floressångare (P. floresianus) – inkluderas ofta i presbytes
  - Timorsångare (P. presbytes)
  - Rotesångare (P. rotiensis) – nyligen beskriven art
  - Makirasångare (P. makirensis) – behandlas som underart till papuasångaren av BirdLife International
  - Sulawesisångare (P. nesophilus) – behandlas som underart till sarasinorum av BirdLife International
  - Lompobattangsångare (P. sarasinorum)
  - Kolombangarasångare (P. amoenus)
  - Papuasångare (P. poliocephalus)
  - Numforsångare (P. maforensis)
  - Biaksångare (P. misoriensis)